# Yuki Soma
Yuki Soma (相馬 勇紀, Sōma Yūki), né le 25 février 1997 à Chōfu, dans la préfecture de Tokyo, est un footballeur international japonais.

## Biographie

### En club
Soma commence sa carrière professionnelle en 2018 avec le club du Nagoya Grampus.
En août 2019, il est prêté pour une année au Kashima Antlers.
Il atteint les quarts de finale de la Ligue des champions d'Asie en 2021 avec le Nagoya Grampus.

### En équipe nationale
Avec les moins de 23 ans, il participe au championnat d'Asie des moins de 23 ans en 2020 (en). Lors de cette compétition, il joue trois matchs, inscrivant un but contre la Syrie (en). Avec un bilan d'un nul et deux défaites, le Japon est éliminé dès le premier tour.
Le 10 décembre 2019, il fait ses débuts avec l'équipe nationale japonaise lors de la Coupe d'Asie de l'Est 2019, contre l'équipe de Chine. Il joue trois matchs lors de cette compétition. Le Japon se classe deuxième du tournoi avec un bilan honorable de deux victoires et une défaite.
Avec la sélection olympique, il participe aux Jeux olympiques d'été de 2020, organisés lors de l'été 2021 à Tokyo. Lors du tournoi olympique, il joue six matchs. Il délivre deux passes décisive en phase de poule, contre le Mexique et la France. Le Japon se classe quatrième du tournoi, en étant battu par le Mexique lors de la "petite finale".
Le 1er novembre 2022, il est sélectionné par Hajime Moriyasu pour participer à la Coupe du monde 2022.

## Statistiques

### En club
| Saison                | Club                  | Championnat           | Championnat | Championnat | Championnat | Coupe nationale | Coupe nationale | Coupe nationale | Coupe de la Ligue | Coupe de la Ligue | Coupe de la Ligue | Compétition(s) continentale(s) | Compétition(s) continentale(s) | Compétition(s) continentale(s) | Compétition(s) continentale(s) | Total | Total | Total |
| Saison                | Club                  | Division              | M.          | B.          | P.d.        | M.              | B.              | P.d.            | M.                | B.                | P.d.              | Comp.                          | M.                             | B.                             | P.d.                           | M.    | B.    | P.d.  |
| 2018                  | Nagoya Grampus        | J1 League             | 9           | 1           | 3           | -               | -               | -               | -                 | -                 | -                 | -                              | -                              | -                              | -                              | 9     | 1     | 3     |
| 2019                  | Nagoya Grampus        | J1 League             | 16          | 1           | 0           | 1               | 0               | 0               | 7                 | 3                 | 2                 | -                              | -                              | -                              | -                              | 24    | 4     | 2     |
| 2020                  | Nagoya Grampus        | J1 League             | 31          | 2           | 1           | -               | -               | -               | 4                 | 1                 | 0                 | -                              | -                              | -                              | -                              | 35    | 3     | 1     |
| 2021                  | Nagoya Grampus        | J1 League             | 33          | 2           | 8           | 2               | 0               | 0               | 4                 | 0                 | 0                 | ACL                            | 8                              | 0                              | 0                              | 47    | 2     | 8     |
| 2022                  | Nagoya Grampus        | J1 League             | 34          | 2           | 2           | 1               | 0               | 1               | 10                | 1                 | 0                 | -                              | -                              | -                              | -                              | 45    | 3     | 3     |
| Sous-total            | Sous-total            | Sous-total            | 123         | 8           | 14          | 4               | 0               | 1               | 25                | 5                 | 2                 | -                              | 8                              | 0                              | 0                              | 160   | 13    | 17    |
| 2019                  | Kashima Antlers       | J1 League             | 5           | 1           | 0           | -               | -               | -               | -                 | -                 | -                 | ACL                            | 1                              | 0                              | 0                              | 6     | 1     | 0     |
| 2022-2023             | Casa Pia AC           | Liga Portugal         | 18          | 2           | 1           | 1               | 0               | 1               | -                 | -                 | -                 | -                              | -                              | -                              | -                              | 19    | 2     | 2     |
| 2023-2023             | Casa Pia AC           | Liga Portugal         | 32          | 5           | 3           | 2               | 0               | 0               | 3                 | 0                 | 0                 | -                              | -                              | -                              | -                              | 37    | 5     | 3     |
| Sous-total            | Sous-total            | Sous-total            | 50          | 7           | 4           | 3               | 0               | 1               | 3                 | 0                 | 0                 | -                              | -                              | -                              | -                              | 56    | 7     | 5     |
| Total sur la carrière | Total sur la carrière | Total sur la carrière | 178         | 16          | 18          | 7               | 0               | 2               | 28                | 5                 | 2                 | -                              | 8                              | 0                              | 0                              | 221   | 21    | 22    |

### En sélection
| Saison                | Sélection             | Phases finales             | Phases finales | Phases finales | Phases finales | Éliminatoires | Éliminatoires | Éliminatoires | Éliminatoires | Amicaux | Amicaux | Amicaux | Total | Total | Total |
| Saison                | Sélection             | Comp.                      | M.             | B.             | P.d.           | Comp.         | M.            | B.            | P.d.          | M.      | B.      | P.d.    | M.    | B.    | P.d.  |
| --------------------- | --------------------- | -------------------------- | -------------- | -------------- | -------------- | ------------- | ------------- | ------------- | ------------- | ------- | ------- | ------- | ----- | ----- | ----- |
| 2019                  | Japon                 | Coupe d'Asie de l'Est 2019 | 3              | 0              | 0              | -             | -             | -             | -             | -       | -       | -       | 3     | 0     | 0     |
| 2020                  | Japon                 | -                          | -              | -              | -              | -             | -             | -             | -             | -       | -       | -       | 0     | 0     | 0     |
| 2021                  | Japon                 | -                          | -              | -              | -              | CdM 2022      | -             | -             | -             | -       | -       | -       | 0     | 0     | 0     |
| 2022                  | Japon                 | Coupe d'Asie de l'Est 2022 | 3              | 3              | 2              | CdM 2022      | -             | -             | -             | 2       | 1       | 0       | 6     | 4     | 2     |
| 2022                  | Japon                 | Coupe du monde 2022        | 1              | 0              | 0              | CdM 2022      | -             | -             | -             | 2       | 1       | 0       | 6     | 4     | 2     |
| 2023                  | Japon                 | -                          | -              | -              | -              | CdM 2026      | 1             | 0             | 0             | 2       | 0       | 1       | 3     | 0     | 1     |
| 2024                  | Japon                 | Coupe d'Asie 2023          | -              | -              | -              | CdM 2026      | 2             | 1             | 1             | -       | -       | -       | 2     | 1     | 1     |
| Total sur la carrière | Total sur la carrière | Total sur la carrière      | 7              | 3              | 2              | -             | 3             | 1             | 1             | 4       | 1       | 1       | 14    | 5     | 4     |

## Palmarès
- Vainqueur de la Coupe de la Ligue japonaise en 2021 avec le Nagoya Grampus